# أليزا أولمرت
أليزا اولمرت (بالعبرية: עליזה אולמרט‏) (من مواليد 1946) رسامة ومصورة ومؤلفة وعاملة اجتماعية إسرائيلية. وهي متزوجة من رئيس الوزراء الإسرائيلي السابق إيهود أولمرت.

## حياتها

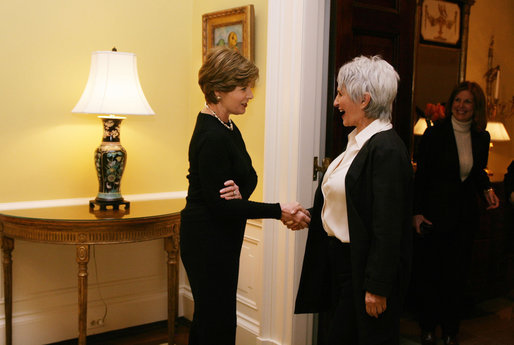
لورا بوش ترحب بأليزا أولمرت في عام 2006

ولدت أليزا أولمرت في مخيم للنازحين في إشفيغه بألمانيا. وكان والداها من الناجين من الهولوكوست من وودج في بولندا.
هاجرت إلى إسرائيل مع عائلتها عام 1949، ونشأت في رمات غان، وعملت كمدربة في الجيش الإسرائيلي.  التقت بزوجها إيهود أولمرت في الجامعة العبرية في القدس حيث كانت تدرس العمل الاجتماعي. 
ويعيش عائلة أولمرت في حي القطمون في القدس. ولديهما خمسة أطفال (بمن فيهم شاؤول أولمرت) أحدهم تم تبنيه. 

### مهنته الفنية
في الفترة من 1985-1988، درست أليزا التصميم البيئي في سن الأربعين في أكاديمية بتساليل للفنون والتصميم. في إسرائيل، عرض أليزا في متحف التماس بالقدس، ومتحف الفن الإسرائيلي في رمات غان، ومتحف إريتز إسرائيل في تل أبيب، وبيت الفنانين في تل أبيب.  كما تم عرض أعمالها في اليابان وأوروغواي وإيطاليا وبريطانيا وبولندا والأرجنتين ونيويورك.  في مارس 2008، حصلت على جائزة شتايغر في ألمانيا. 

### السياسة
تعتنق أليزا الفكر السياسي اليساري، وقد اتُهمت بالتأثير على آراء زوجها السياسية. وتكره أليزا الأضواء السياسية، وتقول إن أصعب فترة لهما كزوجين كانت في الفترة 1993-2003، عندما كان إيهود رئيسًا لبلدية القدس. 
يقال إنها تدعم حزب ميرتس. 

### الرفاه الاجتماعي
تنشط أليزا في البرامج الاجتماعية التي تدعم وتعمل على رعاية الأطفال. وهي رئيسة منظمة أورشالوم وتلاليم التي تساعد الأطفال المعرضين للخطر والأسر التي لديها أطفال مرضى في منازلهم.  كما أنها عضو في لجنة العمل لأطفال العمال الأجانب  ورئيس مجلس إدارة يونيتاف، وهي منظمة مجتمعية تمول برامج الطفولة المبكرة للأطفال اللاجئين وعديمي الجنسية الذين يعيشون في إسرائيل. 

### من أعمالها المنشورة
- لغة الحائط (شارك في تأليفه مع جايل هارفين).
- فانتازيا للبيانو (مسرحية عرضت على مسرح كاميري)